# Wireless Gigabit Alliance
Wireless Gigabit Alliance  (conosciuta anche come WiGig)  è un'organizzazione che promuove l'adozione di una tecnologia di comunicazione senza fili con un trasferimento di dati dell'ordine del Gigabit su una frequenza di banda di 60 GHz.
Il 7 maggio 2009 è stata annunciata la nascita di WiGig, mentre a dicembre dello stesso anno è stata annunciata la specifica 1.0.

## Membri
- AMD
- Atheros Communications, Inc.
- Broadcom Corporation
- Cisco Systems, Inc.
- Dell, Inc.
- Intel Corporation
- Marvell International LTD.
- MediaTek Inc.
- Microsoft Corporation
- NEC Corporation
- Nokia Corporation
- NVIDIA Corporation
- Panasonic Corporation
- Peraso Technologies, Inc., su perasotech.com. URL consultato il 23 giugno 2020 (archiviato dall'url originale il 16 maggio 2020).
- Samsung Electronics Co.
- Toshiba Corporation
- Wilocity